# Рокканова
Рокканова (італ. Roccanova) — муніципалітет в Італії, у регіоні Базиліката,  провінція Потенца.
Рокканова розташована на відстані близько 370 км на південний схід від Рима, 60 км на південний схід від Потенци.
Населення — 1593 особи (2014).

## Демографія
Населення за роками:

Станом на 1 січня 2023 року в муніципалітеті офіційно проживало 47 іноземців з 5 країн, серед них 19 громадян країн Євросоюзу.

## Сусідні муніципалітети
- Аліано
- Кастронуово-ді-Сант'Андреа
- К'яромонте
- Галліккьо
- Міссанелло
- Сан-Кірико-Рапаро
- Сант'Арканджело
- Сенізе